# Leslie Uggams
Leslie Marian Uggams (Nova Iorque, 25 de maio de 1943) é uma atriz e cantora norte-americana. Iniciou sua carreira quando criança, no início dos anos 1950. Uggams é mais conhecida por interpretar Kizzy Reynolds na minissérie de televisão Roots (1977), recebendo indicações ao Globo de Ouro e ao Emmy por seu desempenho. Ela havia sido aclamada anteriormente pelo musical da Broadway Hallelujah, Baby!, ganhando um Prêmio Mundial de Teatro em 1967 e o Tony Award de Melhor Atriz em Musical em 1968.

## Biografia

### Vida pessoal
Uggams nasceu no Harlem, filha de Juanita Ernestine (Smith), dançarina de coro do Cotton Club, e Harold Coyden Uggams, operador de elevador e cantor do coral Hall Johnson. Frequentou a Escola Profissional Infantil de Nova York e Juilliard. Ela conheceu seu marido, Grahame Pratt, enquanto se apresentava em Sydney; eles se casaram em 1965. Após o casamento, o casal decidiu morar em Nova York, em parte para evitar as leis de segregação racial dos Estados Unidos da época.

### Primeiros trabalhos
Uggams começou no show business quando criança em 1951, interpretando a sobrinha de Ethel Waters em Beulah. Uggams fez sua estréia como cantora no The Lawrence Welk Show e participava regularmente de Sing Along with Mitch, estrelado pelo produtor e maestro Mitch Miller. Em 1960 ela cantou, fora da tela, "Give Me That Old Time Religion" no filme Inherit the Wind. Uggams passou a ser reconhecida pelo público da TV como um talento adolescente em 1958 na série musical Name That Tune. Um executivo estava na plateia do estúdio e assinou com ela um contrato.

### Televisão e cinema
Ela apareceu em seu próprio programa de variedades na televisão, The Leslie Uggams Show, em 1969. Este foi o primeiro show de variedades de rede a ser realizado por um afro-americano desde o The Nat King Cole Show, em meados da década de 1950. Ela teve um papel principal na minissérie de 1977, Roots, pela qual recebeu uma indicação ao Emmy, como Kizzy. Em 1979 ela estrelou como Lillian Rogers Parks em Backstairs na Casa Branca, uma minissérie pela qual foi indicada ao Emmy Award de Melhor Atriz. Ela também fez participações especiais em programas de televisão como Family Guy (como ela mesma), I Spy, Hollywood Squares, The Muppet Show, The Love Boat e Magnum, PI. Em 1996, Uggams desempenhou o papel de Rose Keefer em All My Children. Ela ganhou um Daytime Emmy Award de 1983 como apresentadora do game show da NBC Fantasy.
Sua carreira cinematográfica inclui papéis em Skyjacked (1972), Black Girl (1972) e Poor Pretty Eddie (1975), em que ela interpretou uma cantora popular que, ao ficar presa no sul do país, é abusada e humilhada pelos perversos habitantes de uma cidade do interior. Mais tarde, ela apareceu em Sugar Hill (1994), ao lado de Wesley Snipes, e interpretou Al Cega em Deadpool (2016) em fevereiro de 2016. Em abril de 2016, ela interpretou Leah Walker, a mãe bipolar de Lucious Lyon na série Império da Fox. Uggams apareceu como Sadie no filme de televisão de 2017 A Vida Imortal de Henrietta Lacks, e em 2018, ela retornou como Al Cega em Deadpool 2. Retornou mais uma vez como a personagem em Deadpool & Wolverine (2024).

### Palco

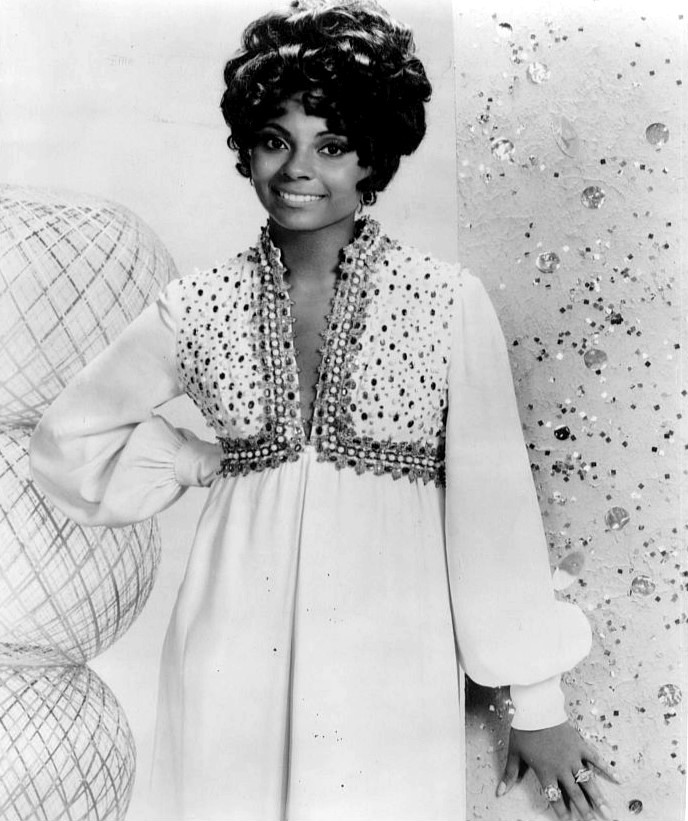
Leslie Uggams em 1971.

Uggams foi escolhida para estrelar Aleluia, Baby! depois que Lena Horne recusou o papel de Georgina. O musical estreou na Broadway em 1967 e "criou uma nova estrela" em Uggams. Ela ganhou o Tony Award de Melhor Atriz em um musical (em um empate com Patricia Routledge). Ela apareceu na Broadway na revista Blues in the Night em 1982 e na revista musical dos trabalhos de Jerry Herman, Jerry's Girls em 1985. Uggams substituiu Patti LuPone como Reno Sweeney em uma nova versão do musical Anything Goes, de Cole Porter, no Lincoln Center um musical da Broadway, em março de 1989. Ela interpretou Reno em uma turnê nos EUA em 1988-1989. Os papéis posteriores da Broadway incluem Muzzy em Thoroughly Modern Millie (2003–2004) e Ethel Thayer em On Golden Pond no Kennedy Center em 2004 e na Broadway no Cort Theatre em 2005. Em 2001, ela apareceu na peça de August Wilson, rei Hedley II, recebendo uma indicação para o Tony Award de Melhor Atriz. Em janeiro de 2009 Uggams interpretou Lena Horne em uma produção do musical Stormy Weather no Pasadena Playhouse, na Califórnia, dirigido por Michael Bush e coreografado por Randy Skinner. Em junho de 2012, Uggams interpretou Muzzy em uma produção de Thoroughly Modern Millie no The Muny em Saint Louis, Missouri. Em 2014 ela estrelou como Rose na produção de Gypsy no Connecticut Repertory Theatre Theatre.

## Filmografia

### Cinema
| Ano  | Título                    | Personagem               | Notas |
| ---- | ------------------------- | ------------------------ | --- |
| 1962 | Two Weeks in Another Town | Chanteuse                | |
| 1972 | Skyjacked                 | Lovejoy Wells            | |
| 1972 | Black Girl                | Netta                    | |
| 1975 | Poor Pretty Eddie         | Elizabeth 'Liz' Wetherly | |
| 1993 | Sugar Hill                | Doris Holly              | |
| 2009 | Toe to Toe                | Vovó                     | |
| 2014 | Just the Three of Us      | Regina                   | Curta-metragem |
| 2016 | Deadpool                  | Al Cega                  | All Def Movie Award for Best Superhero Token Sidekick |
| 2018 | Deadpool 2                | Al Cega                  | |
| 2021 | The Ravine                | Joanna                   | Los Angeles Film Award for Best Ensemble |
| 2022 | Nanny                     | Kathleen                 | |
| 2022 | Dotty & Soul              | Dotty                    | |
| 2023 | American Fiction          | Agnes Ellison            | Indicada — AARP Movies for Grownups Award for Best Supporting Actress Indicada — Screen Actors Guild Award for Outstanding Performance by a Cast in a Motion Picture Indicada — Washington D.C. Area Film Critics Association Award for Best Ensemble Indicada — Georgia Film Critics Association Award for Best Ensemble |
| 2024 | Deadpool & Wolverine      | Al Cega                  | Pós-produção |

### Televisão
| Ano       | Título                               | Personagem                                 | Notas |
| --------- | ------------------------------------ | ------------------------------------------ | --- |
| 1966      | Hullabaloo                           | Ela mesma                                  | Apresentadora do programa semanal de variedades, 10 de janeiro |
| 1966      | The Girl from U.N.C.L.E.             | Natasha Brimstone                          | Episódio: "The Jewels of Topango Affair" |
| 1967      | I Spy                                | Tonia                                      | Episódio: "Tonia" |
| 1969      | The Leslie Uggams Show               | Ela mesma                                  | 10 episódios |
| 1970      | Swing Out, Sweet Land                | Saloon Singer                              | Especial de televisão |
| 1972      | The Mod Squad                        | Dina Lane                                  | Episódio: "Kill Gently, Sweet Jessie" |
| 1974      | Marcus Welby, M.D.                   | Laurie Williams                            | Episódio: "Feedback" |
| 1977      | Roots                                | Kizzy Reynolds                             | Minissérie Indicada — Primetime Emmy Award for Outstanding Lead Actress for a Single Appearance in a Drama or Comedy Series (1977) Indicada — Golden Globe Award for Best Actress in a Television Series – Drama (1977) |
| 1979      | Backstairs at the White House        | Lillian Rogers Parks                       | Minissérie |
| 1981      | Sizzle                               | Vonda                                      | Telefilme |
| 1982–1984 | Fantasy                              | Apresentadora                              | Daytime Emmy Award for Outstanding Host or Hostess in a Variety Series (1983) Indicada — Daytime Emmy Award for Outstanding Host or Hostess in a Variety Series (1984)                                                  |
| 1984      | Magnum, P.I.                         | Alexis Carter                              | Episódio: "Paradise Blues" |
| 1987      | Hotel                                | Amanda Price                               | Episódio: "Discoveries" |
| 1981–1987 | The Love Boat                        | Callie Reason, Leslie Uggams, Marion Blake | 3 episódios |
| 1991      | The Cosby Show                       | Kris Temple                                | Episódio: "The Return of the Clairettes" |
| 1993      | A Different World                    | Dra. Eileen Redding                        | Episódio: "College Kid" |
| 1995      | Under One Roof                       | Geneva                                     | Episódio: "Secrets" |
| 1996      | All My Children                      | Rose Keefer                                | October 15 – December 11, 1996 Indicada — NAACP Image Award for Outstanding Actress in a Daytime Drama Series (1996) |
| 2011      | Memphis Beat                         | Estelle                                    | Episódio: "Troubled Water" |
| 2011      | The Good Wife                        | Suzanne Packer                             | Episódio: "Death Row Tip" |
| 2015      | Nurse Jackie                         | Vivian                                     | 3 episódios |
| 2016–2020 | Empire                               | Leah Walker                                | 21 episódios |
| 2017      | The Immortal Life of Henrietta Lacks | Sadie                                      | Telefilme |
| 2021      | The Bite                             | Dra. Hester Boutella                       | 3 episódios |
| 2021      | Family Guy                           | Ela mesma                                  | Episódio: "The Birthday Bootlegger" |
| 2019–2022 | New Amsterdam                        | Mama Reynolds                              | 5 episódios |
| 2023      | Extrapolations                       | Isabel Zucker                              | 2 episódios |
| 2023      | My Dad the Bounty Hunter             | Vovó                                       | Voz |
| 2024      | Fallout                              | Betty Pearson                              | 5 episódios |

## Discografia
- The Eyes of God (Columbia CS8174, 1959)
- LESLIE UGGAMS ON TV with Mitch Miller's sing along chorus (Columbia CL1706, 1962)
- So in Love! (Columbia CS8871, 1963)
- A Time to Love (Atlantic 8128, 1966)
- What's an Uggams? (Atlantic SD8196, 1968)
- Just to Satisfy You (Atlantic SD8241, 1969)
- Leslie (Columbia CS9936, 1970)
- Try to See It My Way (segunda- feira SL8000, 1972)
- Leslie Uggams (Motown M6846S1, 1975)
- Leslie Uggams: On My Way to You: Songs of Alan and Marilyn Bergman (2003)

## Prêmios e indicações
| Ano  | Prêmio                     | Categoria                                                                    | Indicação         | Resultado | Ref. |
| ---- | -------------------------- | ---------------------------------------------------------------------------- | ----------------- | --------- | ---- |
| 2016 | All Def Movie Awards       | Best Superhero Token Sidekick                                                | Deadpool          | Venceu    |      |
| 1983 | Daytime Emmy Awards        | Outstanding Host or Hostess in a Variety Series                              | Fantasy           | Venceu    |      |
| 1984 | Daytime Emmy Awards        | Outstanding Host or Hostess in a Variety Series                              | Fantasy           | Indicada  |      |
| 1977 | Golden Globe Awards        | Best Actress in a Television Series – Drama                                  | Roots             | Indicada  |      |
| 2021 | Los Angeles Film Awards    | Best Ensemble                                                                | The Ravine        | Venceu    |      |
| 1996 | NAACP Image Awards         | Outstanding Actress in a Daytime Drama Series                                | All My Children   | Indicada  |      |
| 2009 | Ovation Awards             | Lead Actress in a Musical                                                    | Stormy Weather    | Indicada  |      |
| 1977 | Primetime Emmy Awards      | Outstanding Lead Actress for a Single Appearance in a Drama or Comedy Series | Roots             | Indicada  |      |
| 2023 | Screen Actors Guild Awards | Outstanding Performance by a Cast in a Motion Picture                        | American Fiction  | Indicada  |      |
| 1967 | Theatre World Awards       | Theatre World Awards                                                         | Hallelujah, Baby! | Venceu    |      |
| 1968 | Tony Awards                | Best Leading Actress in a Musical                                            | Hallelujah, Baby! | Venceu    |      |
| 2001 | Tony Awards                | Best Leading Actress in a Play                                               | King Hedley II    | Indicada  |      |
| 2007 | TV Land Awards             | Anniversary Award                                                            | Roots             | Indicada  |      |

- 1979: (uma das cartas mostrava o nome e a imagem de Uggams) [24]

### Reconhecimentos honorários
- 2015: Awarded an honorary Doctor of Fine Arts degree from the University of Connecticut.
- 2019: Awarded an honorary Doctor of Fine Arts degree from the University of Michigan.